# Václav Zikmund Sedlnický z Choltic
Václav Zikmund Sedlnický z Choltic (německy Wenzel Sigismund von Sedlnitzky, † 15. října 1675) byl český šlechtic ze slezské linie svobodných pánů Sedlnických z Choltic.

## Život
Narodil se jako syn Jana Václava Sedlnického z Choltic.
Vstoupil do státních služeb a působil jako rada a nejvyšší zemský komorník Slezského knížectví v Opavě.
Václav Zikmund byl ženatý se svou neteří Bohunkou Alžbětou Pražmovou z Bílkova, dcerou Karla Pražmy z Bílkova.
V roce 1628 bylo Pražmům z Bílkova coby stoupencům protihabsburského odboje zkonfiskováno Bílovecké panství ke kterému patřily také obce Tísek, Lubojaty. Panství bylo později zastaveno Hedvice Vilímovské z Kojkovic, v roce 1648 však dcera Karla Pražmy Bohunka Alžběta se svým manželem Václavem Zikmundem vyhrála spor o bílovecké panství jako dědictví po své matce. Po smrti Bohunky Alžběty v roce 1652 (nebo 1666) přešlo panství do vlastnictví Václava Zikmunda a od té doby bylo v držení rodu Sedlnických, a to téměř po 300 let až do roku 1945, kdy bylo znárodněno.